# Anneliese Michel
Anneliese Michel (Leiblfing, 1952. szeptember 21. – 1976. július 1.) az egyik legendás ördögűzési (exorcizmus) történet alanya volt. Történetét később filmek dolgozták fel.

## Kezdetek
A lány mélyen vallásos katolikus családba született Bajorország egyik kis falujában. Kisgyerekként szimpatikus volt számára a vallásos neveltetés, a Biblia napi forgatása, azonban később ráébredt, hogy Leiblfing milyen kis falu az ország többi városához képest, így fiatalkorában mozgalmasabb évekre vágyott. Többször említette, hogy elköltözne szülőfalujából, mert unalmasnak találja. 1967-ben, tizenhat éves korában kezdődtek az első tünetek, amelyek miatt élete híressé vált. Különös állapota kisebb rohamokban nyilvánult meg, enyhén epilepsziás tünetekkel, amelyek a későbbiekben rosszabbodtak. A rohamok után arról számolt be, hogy ilyenkor úgy érzi, nem ura a testének. Ezek miatt később a középiskolát sem tudta befejezni.

## Orvosi vélemények
1969-ben látta először orvos, így került Würzburgba egy pszichiátriai klinikára, ahol egy neurológus szakorvos epilepsziát diagnosztizált nála. Ezt követően beutalták egy intézménybe, azonban ez nem segített a lány állapotán. A vizsgálatok eredménytelenek voltak, nem tudtak kimutatni szervi elváltozást. Eközben tovább romlott az állapota, a rohamok fokozódtak. Későbbi tünetei között szerepeltek hallucinációk, állítása szerint démonok beszéltek hozzá és olyan tettekre buzdították, amelyeket ő maga nem akart megtenni. Az orvosok azt gondolták, hogy ezek a látomások és hangok a nem megfelelő gyógyszerekre adott reakciók a lánytól.

## Az ördögűzések
Anneliese Michel meg volt róla győződve, hogy olyan emberek szellemei támadták meg és akarnak rajta keresztül beszélni, mint Júdás, Nero és Hitler.
A vallásos szülők papokhoz fordultak segítségért, azonban nem jártak sikerrel. Végül Ernst Alt lelkész vállalta, hogy püspöki engedéllyel ördögűzést hajt végre a fiatal nőn. 1975 és 1976 között 67 alkalommal zajlott le az ördögűzési szertartás, de sikertelenül. Több ízben készültek videófelvételek az esetekről, amelyeken Anneliese Michel nem a saját hangján beszél és latin szavakat használ. Ezek segítették a történet filmes feldolgozását a későbbiekben.
Michel elképesztő változáson ment keresztül az állapota miatt: nem volt hajlandó táplálkozni, a szobája padlóján ürülék és vizelet keveredett szeméttel, körmével sávokat vájt a falakba, összetörte a házban található szentképeket, rátámadott a szüleire és agresszíven reagált a szenteltvíz jelenlétére is. Az ördögűzések sokszor órákig tartottak és egyre sűrűbben ismételték meg őket.